# Caesiumcarbid
Caesiumcarbid ist eine chemische Verbindung des Caesiums aus der Gruppe der Carbide.

## Gewinnung und Darstellung
Caesiumcarbid kann durch Reaktion von Ethin mit einer ammoniakalischen Lösung von Caesium und anschließende rasche Erhitzung des Zwischenproduktes Caesiumhydrogenacetylid Cs2C2·C2H2 bzw. 2 CsHC2 gewonnen werden.
{\displaystyle \mathrm {2\ CsHC_{2}+2\ Cs\longrightarrow 2\ Cs_{2}C_{2}+H_{2}} }
Bei langsamer Erhitzung zersetzt sich das Zwischenprodukt in Caesium, Kohlenstoff und Ethin.
{\displaystyle \mathrm {2\ CsHC_{2}\longrightarrow \ 2Cs+C_{2}H_{2}+\ 2C} }
Neben Caesiumcarbid Cs2C2 ist mit CsC8 ein weiteres Caesiumcarbid bekannt, welches durch Reaktion von Graphit mit Caesiumdampf bei 300 °C bei Unterdruck gewonnen werden. Bei etwa 400 °C zersetzt sich die Verbindung.

## Eigenschaften

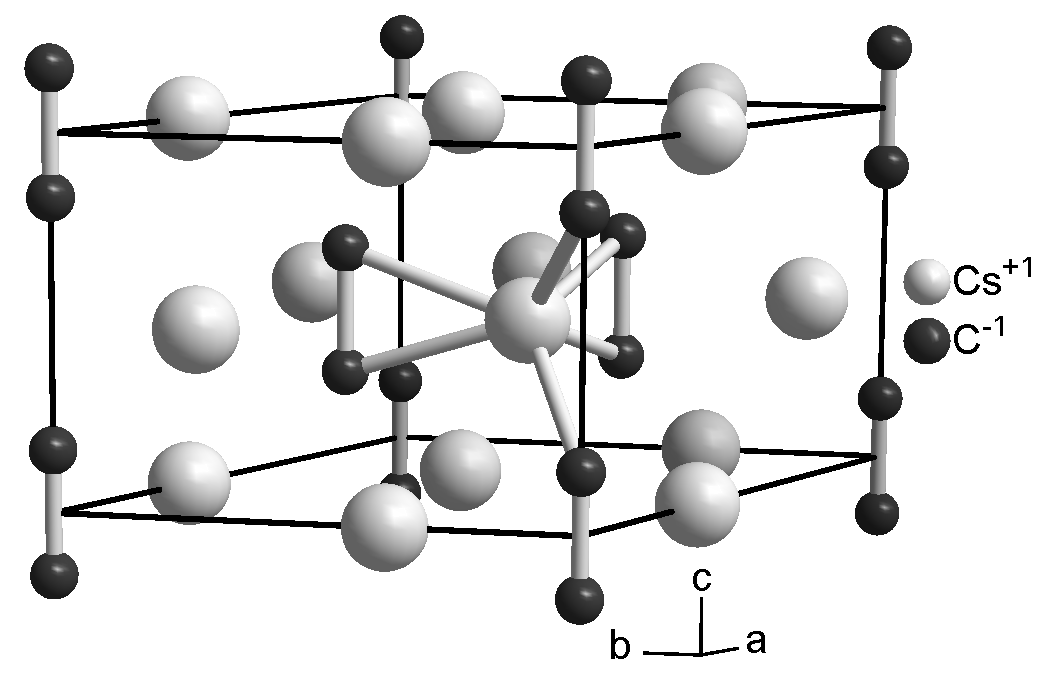
Kristallstruktur von hexagonalem Caesiumcarbid

Caesiumcarbid ist ein weißer Feststoff, der sehr luftempfindlich ist. Im Vakuum zersetzt sich die Verbindung zu Caesium und Kohlenstoff bei 700 bis 800 °C. Bei Kontakt mit Wasser zersetzt sie sich zu Ethin und Ceasiumhydroxid.
{\displaystyle \mathrm {Cs_{2}C_{2}+2\ H_{2}O\longrightarrow C_{2}H_{2}+2\ CsOH} }
Wie Rubidiumcarbid liegt auch Caesiumcarbid in zwei Modifikationen vor, die miteinander koexistieren können. Die hexagonale Modifikation (Raumgruppe P62m (Raumgruppen-Nr. 189), Z = 3) kristallisiert im bekannten Natriumperoxidtyp mit zwei kristallographisch unabhängigen Lagen für die C22−-Hanteln. In dieser Modifikation wird jedes Caesiumion von vier C22−-Ionen koordiniert. Die orthorhombische Modifikation (Raumgruppe Pnma (Raumgruppen-Nr. 62), Z = 4) liegt hingegen ein einem bis dahin unbekannten Strukturtyp vor, der mit dem Blei(II)-chloridtyp verwandt ist, wobei die Bleilagen durch geordnete C22−-Einheiten ersetzt sind.